# الشواف (إب)

تعديل مصدري - تعديل

الشواف محلة تابعة لقرية الضوالع، التابعة لعزلة المقاطن بمديرية إب إحدى مديريات محافظة إب في الجمهورية اليمنية.، بلغ تعداد سكانها 97 حسب تعداد اليمن لعام 2004.